# Eibergbach
Der Eibergbach (auch Eibergsbach, auf Bochumer Gebiet Mecklenbecke und Mecklenbach) ist ein Fließgewässer im Bereich des Bochumer Stadtteils Höntrop und den Essener Stadtteilen Eiberg, Horst und Steele.

## Geographie

### Verlauf
Der Eibergbach entspringt am Gut Varenholt in Höntrop, fließt nach Westen ab und mündet nach einer Gesamtlänge von etwa 5,1 Kilometern bei Steele in die Ruhr.

### Zuflüsse
Ein Zufluss ist der Hosiepen.